# AGalega
AGalega és la plataforma de continguts digitals de la CRTVG creada el 17 de gener de 2024, disponible com a plataforma web i com a aplicació. Aquesta nova marca de continguts audiovisuals en gallec representa l'adaptació de Televisión de Galicia i RAdio Galega a l'àmbit digital cap al consum de continguts sota demanda i en obert. S'ha definit com la "plataforma digital audiovisual en gallec més gran del món".

## Història
La plataforma es va presentar oficialment el 17 de gener de 2024, sota el lema "AGalega é moito máis" en una gala a la Ciutat de la Cultura de Santiago de Compostel·la. En el moment de la seva posada en marxa, AGalega disposava de 1.400 continguts audiovisuals de Televisión de Galicia, incloent-hi alguns continguts exclusius de la plataforma. A més, AGalega disposava de dues aplicacions integrades que es podien descarregar individualment: per a infants i joves, la plataforma Xabarín (amb més de 1.400 continguts propis en el moment del llançament) i AGalega Audio, amb tots els serveis integrats de Radio Galega (4.500 continguts d'àudio disponibles en el moment del llançament).
AGalega també disposa de tots els canals de televisió i ràdio en directe de la CRTVG, per la qual cosa també es pot veure la televisió convencional a través de la plataforma. El febrer també va estar disponible als televisors intel·ligents, a Fire TV, LG i Samsung.